# Comuna Zahrebellea, Sosnîțea
Zahrebellea (în ucraineană Загребелля) este o comună în raionul Sosnîțea, regiunea Cernihiv, Ucraina, formată din satele Hapișkivka, Masalaiivka și Zahrebellea (reședința).

## Demografie
Componența lingvistică a comunei Zahrebellea
     Ucraineană (98,04%)
     Rusă (1,66%)
     Alte limbi (0,29%)
Conform recensământului din 2001, majoritatea populației comunei Zahrebellea era vorbitoare de ucraineană (98,04%), existând în minoritate și vorbitori de rusă (1,66%).